# Neoctenus
Neoctenus là một chi nhện trong họ Trechaleidae.